# Pipeta de Pasteur

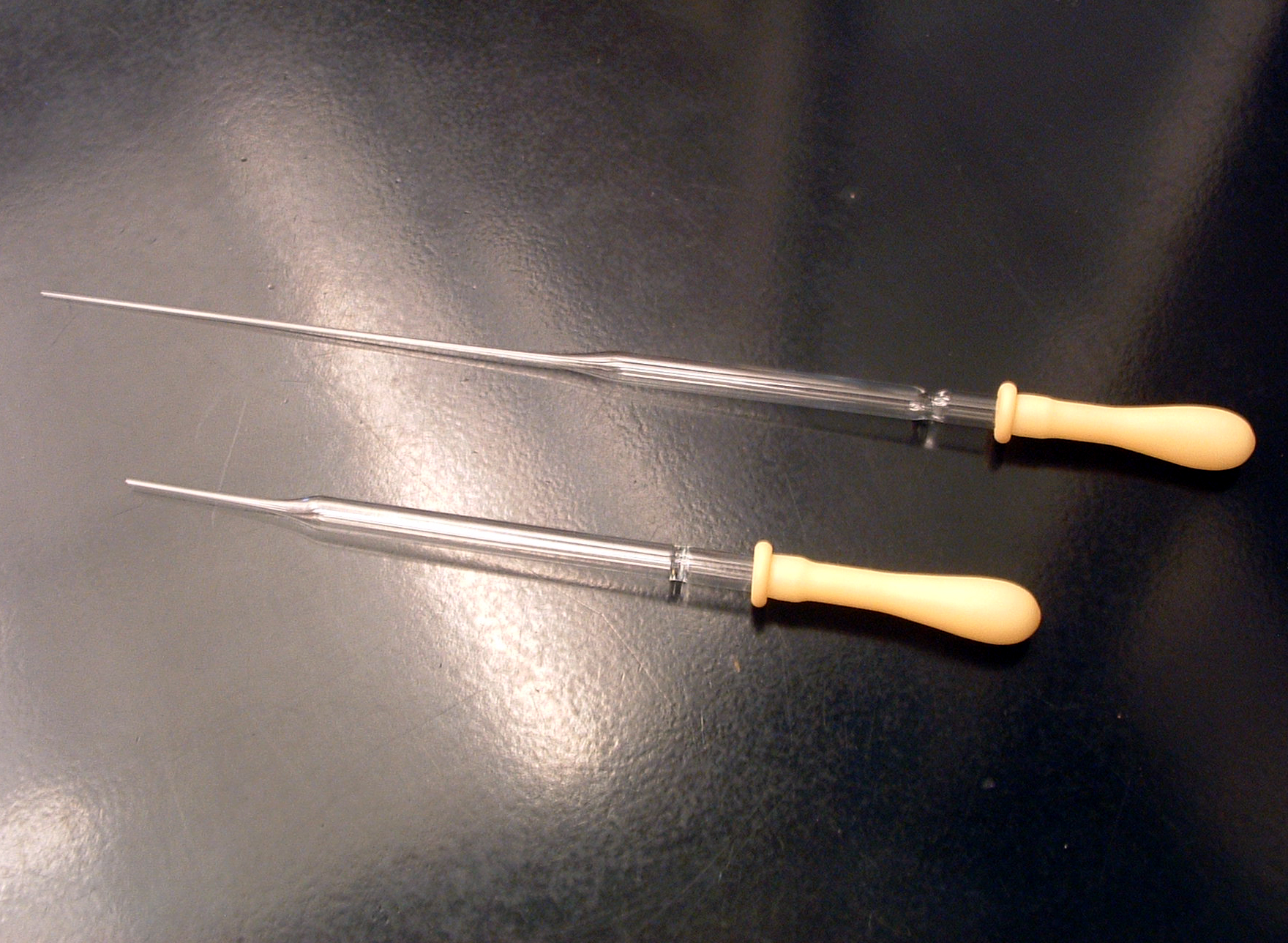
Pipetas de Pasteur de vidrio, con bulbos de látex.

La pipeta de Pasteur es similar a un cuentagotas, generalmente formada por un tubo de vidrio con una perilla de goma en un extremo. Sirve para hacer la transferencia de pequeñas cantidades de líquidos. Creada por el químico francés Louis Pasteur, fue nombrada en su honor.
A diferencia de otras pipetas, esta no proporciona un volumen dado. Tiene sólo abertura inferior para la entrada de líquido. En su borde superior tiene una perilla de goma que, cuando se oprime expulsa el aire. El extremo inferior se sumerge en el líquido a ser transferido y luego, cuando se suelta la perilla, el líquido es aspirado en la pipeta. Al volver a oprimir la perilla el líquido contenido en la pipeta es expulsado.
La pipeta de Pasteur se emplea cuando no se necesita una gran precisión al transferir el volumen del líquido.